# Сан-Марино (місто)
Сан-Мари́но (італ. Città di San Marino) — столиця однієї з найменших і найстародавніших держав Європи.

## Історія
За легендою місто виникло 301 року, коли далматинський каменяр-християнин Маріно втікав від переслідування язичницького імператора Діоклетіана. Він поселився на горі Монте-Титано і створив тут общину однодумців. Пізніше його зараховали до лику святих, а місцевість і місто, що виросло тут, отримали його ім'я. На початку середньовіччя місто-фортеця знаходилося під протекторатом герцогства Урбіно, але вже з 855 року стає незалежною республікою. Сан-Марино практично більше не входило до складу інших держав, у тому числі й під час об'єднання Італії, залишаючись нейтральним під час військових конфліктів.

## Розташування, населення та мова
Сучасне місто Сан-Марино розташоване на терасах гори Монте-Титано. У ньому проживає близько чверті всього населення країни — понад 4 тис. чоловік. Більшість столичних мешканців — сан-маринці, але є й іммігранти. Італійська мова слугує у спілкуванні, а латинська є офіційною. Віросповідання — католицизм.
Муніципалітету Сан-Марино адміністративно підпорядковуються такі села:
- Ка Берлоне
- Канепа
- Касоле
- Кастелларо
- Монтальбо
- Мурата
- Санта Мустіола

## Промисловість
Сан-Марино — це політичний і культурний центр країни, однак основні промислові потужності, державні підприємства і головний банк розташовані в іншому місті. Але все-таки в столиці працюють підприємства харчової, деревообробної і скло-керамічної промисловості. Важливою статтею доходів слугує випуск колекційних поштових марок (з 1847 р.) і монет, але найголовнішу роль відіграє обслуговування іноземних туристів і пов'язане з цим виробництво сувенірів.

## Визначні пам'ятки
Столиця має дуже привабливий вигляд, оскільки вона повністю зберегла свою середньовічну зовнішність і є справжнім музеєм просто неба. Сан-Марино оточене старовинними фортечними стінами з безліччю башт, а на вершині гори височіє замок XVI століття. Житлові тераси з'єднуються кам'яними сходами, уздовж вулиць — безліч зелених насаджень. Основними визначними пам'ятками є численні фортифікаційні споруди, особливо замки, в яких виставлені колекції старовинної зброї зі всієї Європи. Саме силует гори Монте-Титано з декількома рядами фортечних стін на вершині є візитівкою міста.
Усі основні урядові будівлі Сан-Марино сконцентровані навколо єдиної міської площі — Свободи. Тут знаходиться дуже красивий Будинок уряду, побудований понад 100 років тому, але в тосканському стилі XIV століття. З інших найцікавіших об'єктів можна відзначити церкву Святого Франциска (XIV ст.), базиліку Сан-Марино, старий монастир капуцинів (XVI ст.). Один із середньовічних палаців розмістив у своїх приміщеннях міський музей, бібліотеку, сховище стародавніх рукописів і картинну галерею.
Завдяки своєму старовинному ефектному вигляду місто часто проводить фестивалі, театральні вистави, у тому числі і на лицарські теми. Тоді як декорації виступають справжнісінькі середньовічні стіни, удома і замки. Усе це привертає величезну кількість приїжджих, до послуг яких — велика кількість сувенірних лавок. Сан-Марино славиться традиційними виробами: різними прикрасами, виробами зі шкіри, дерева, кераміки, металу. Відоме місто і своїми високоякісними винами й оливковою олією.
Сьогодні Сан-Марино — наймальовничіше місто країни, де невисокі одно- та триповерхові будівлі, оточені стінами й терасами міста, піднімаються схилами гори. Місту вдалося зберегти свій середньовічний образ.
Залишки трьох концентричних кілець міських мурів із численними брамами та баштами (XIII-XVI ст.), цитаделі Ла Рокка (XI-XVII ст.) та Ла Честа (XV ст.) є головними принадами столиці.
Тут є декілька музеїв, у тому числі Палаццо Валлоні та музей старовинної зброї.

## Галерея

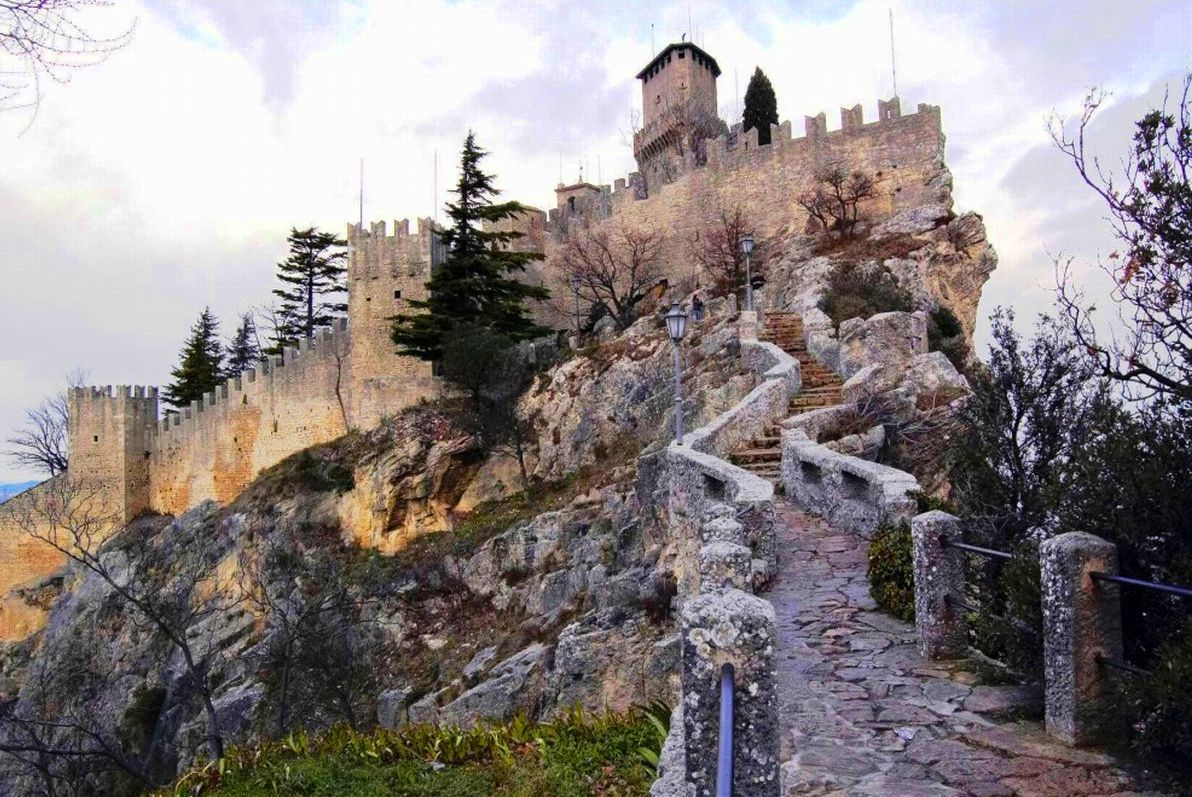
Замок Гуаїта (вид знизу)
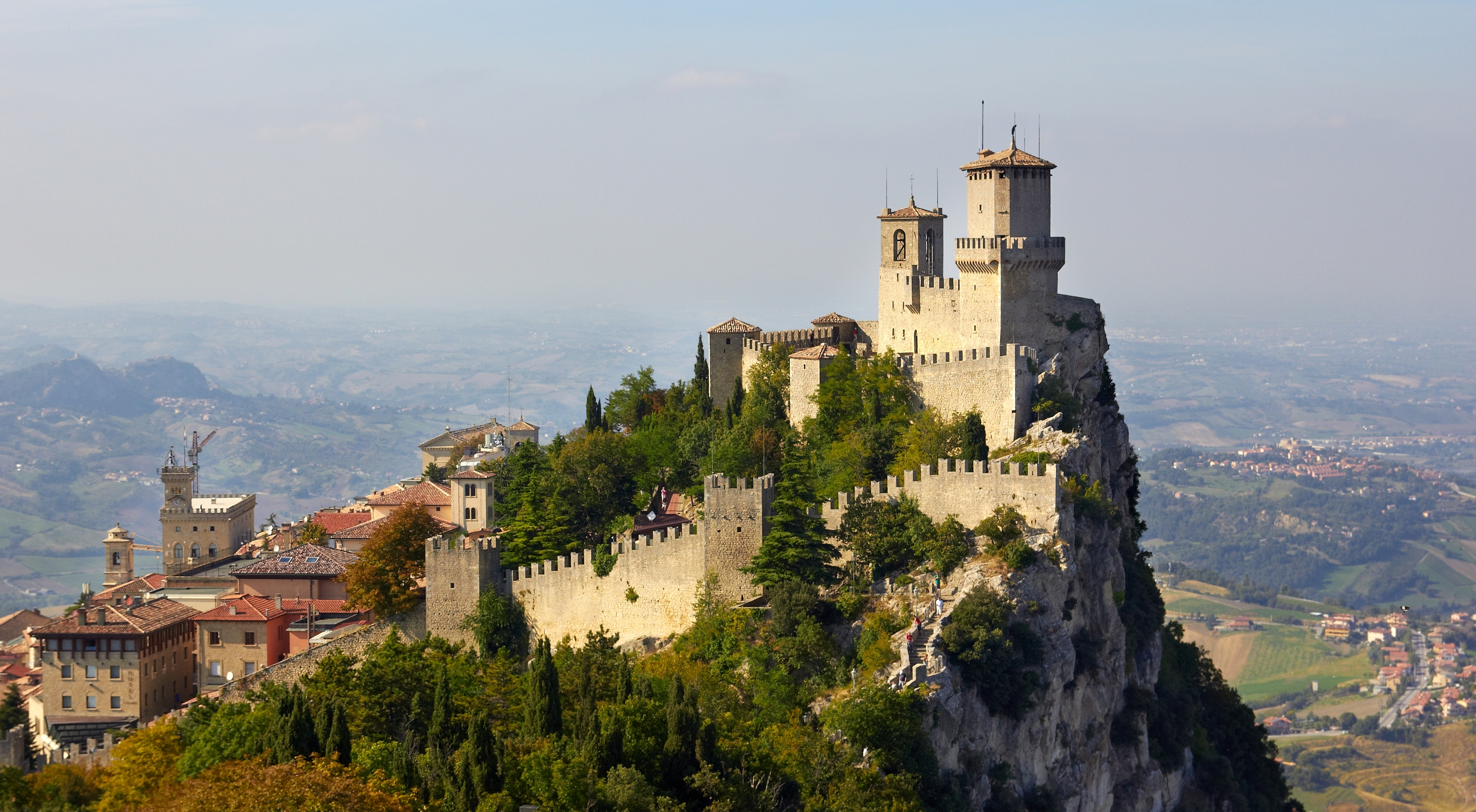
Фортеця Гуаїта
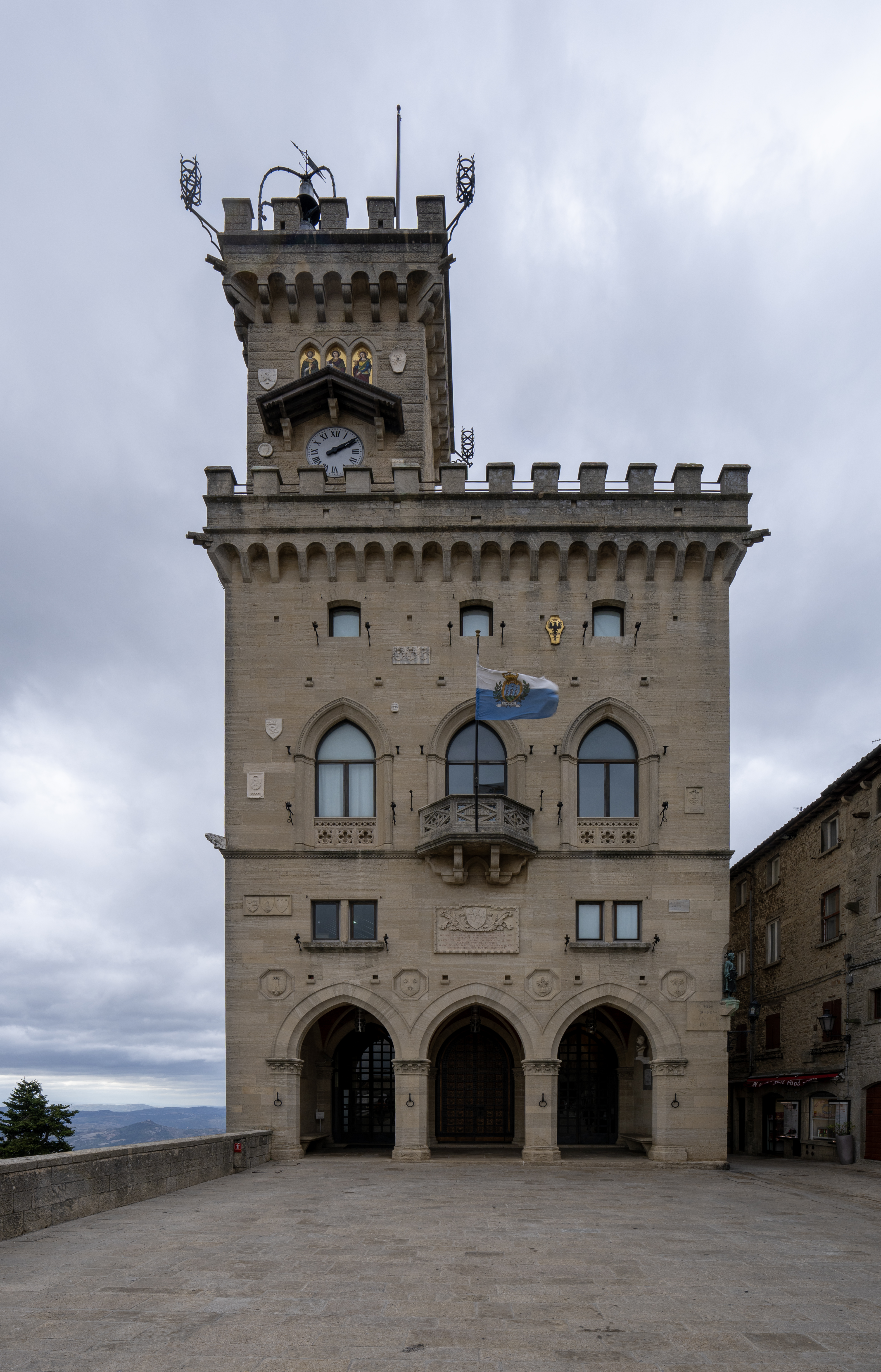
Ратуша (парламент) Сан-Марино
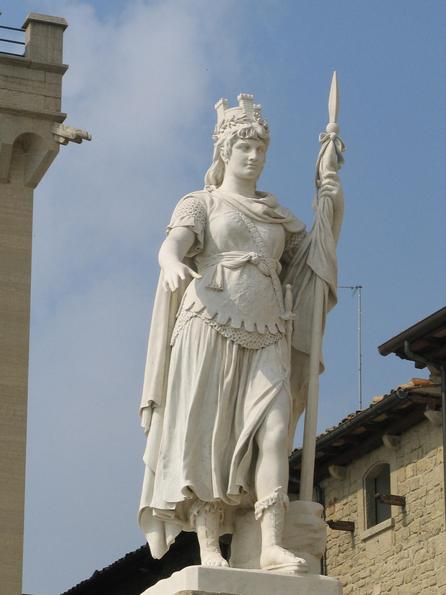
Статуя Свободи біля ратуші
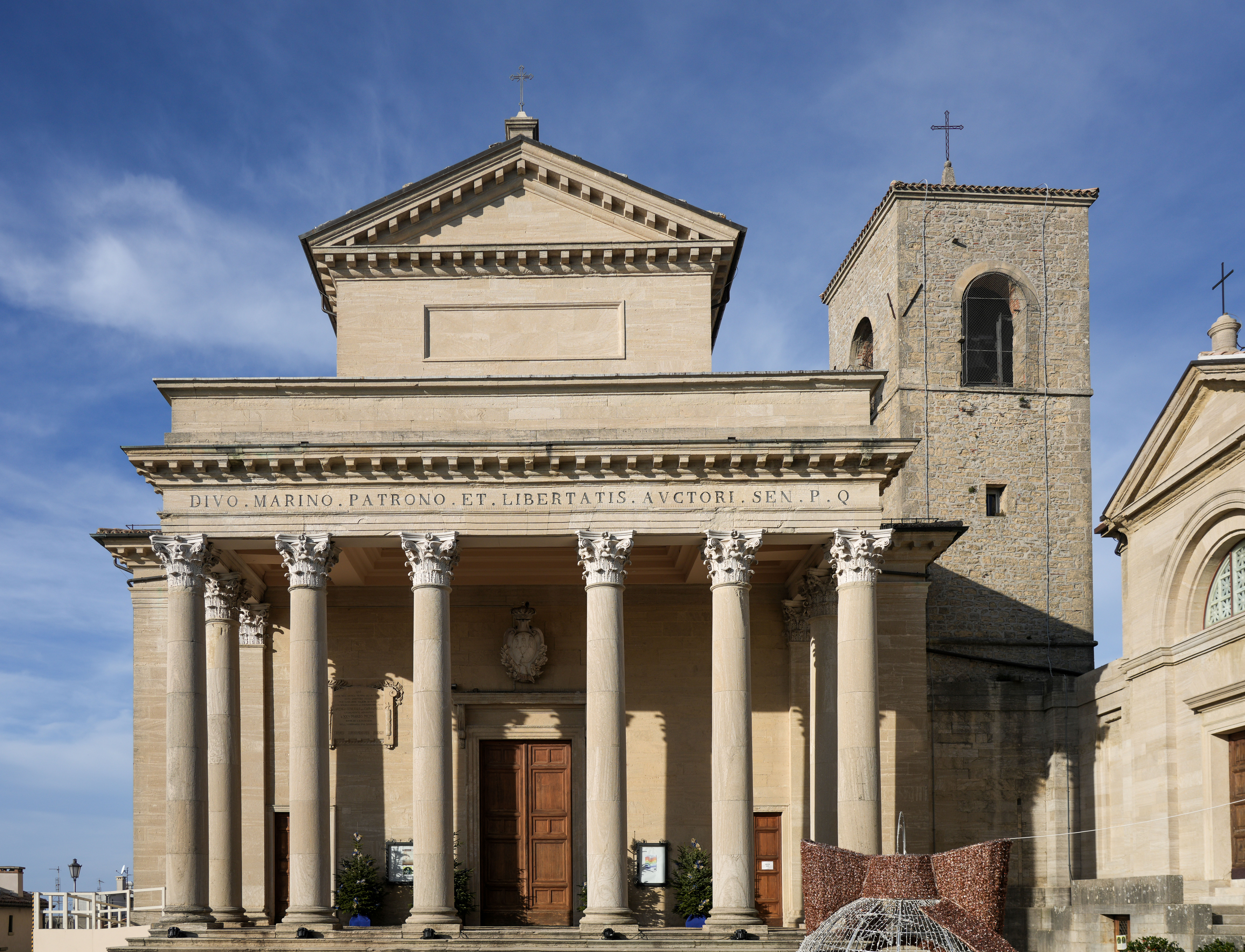
Базиліка Сан-Марино
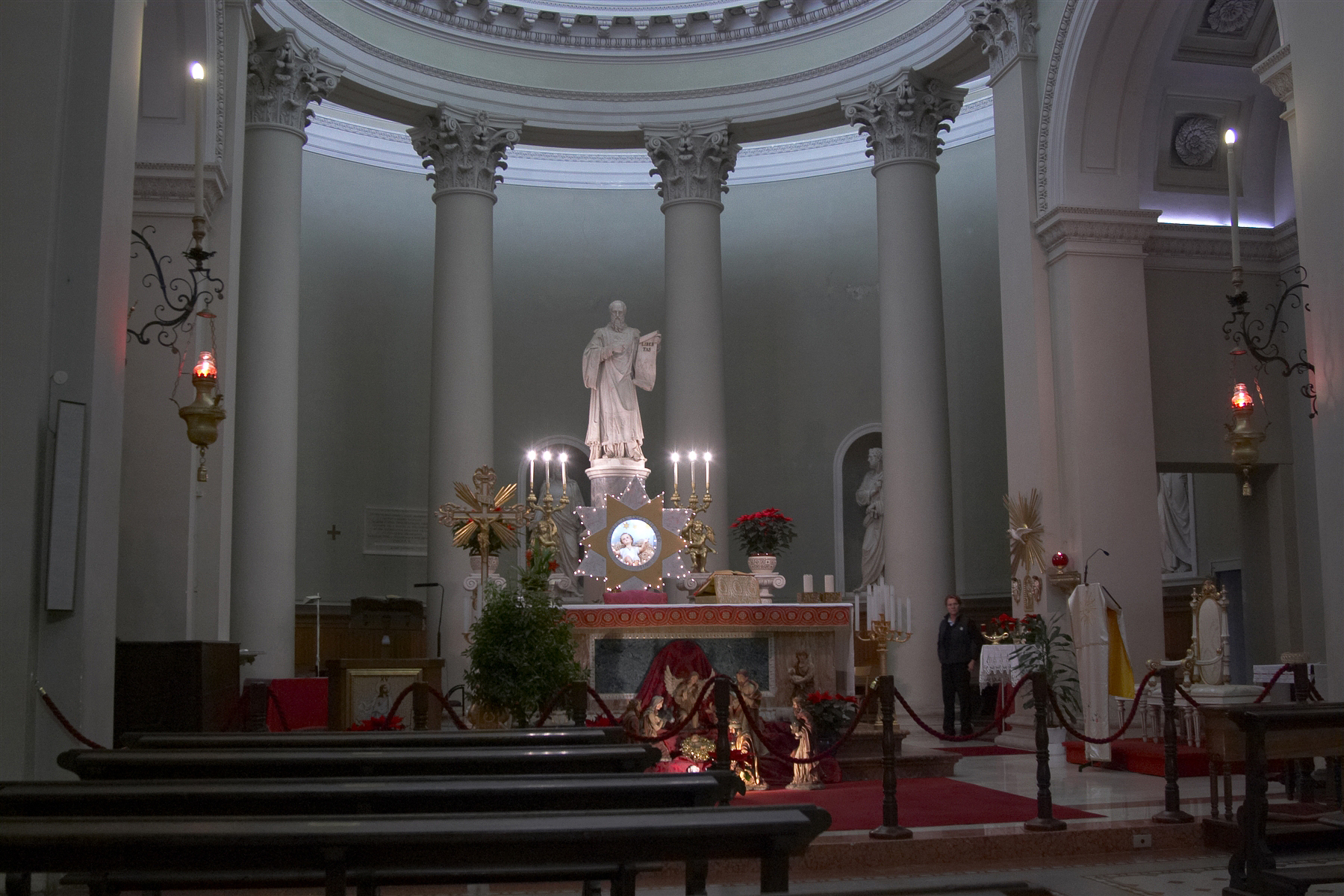
Всередині собору (Базиліка Сан-Марино)
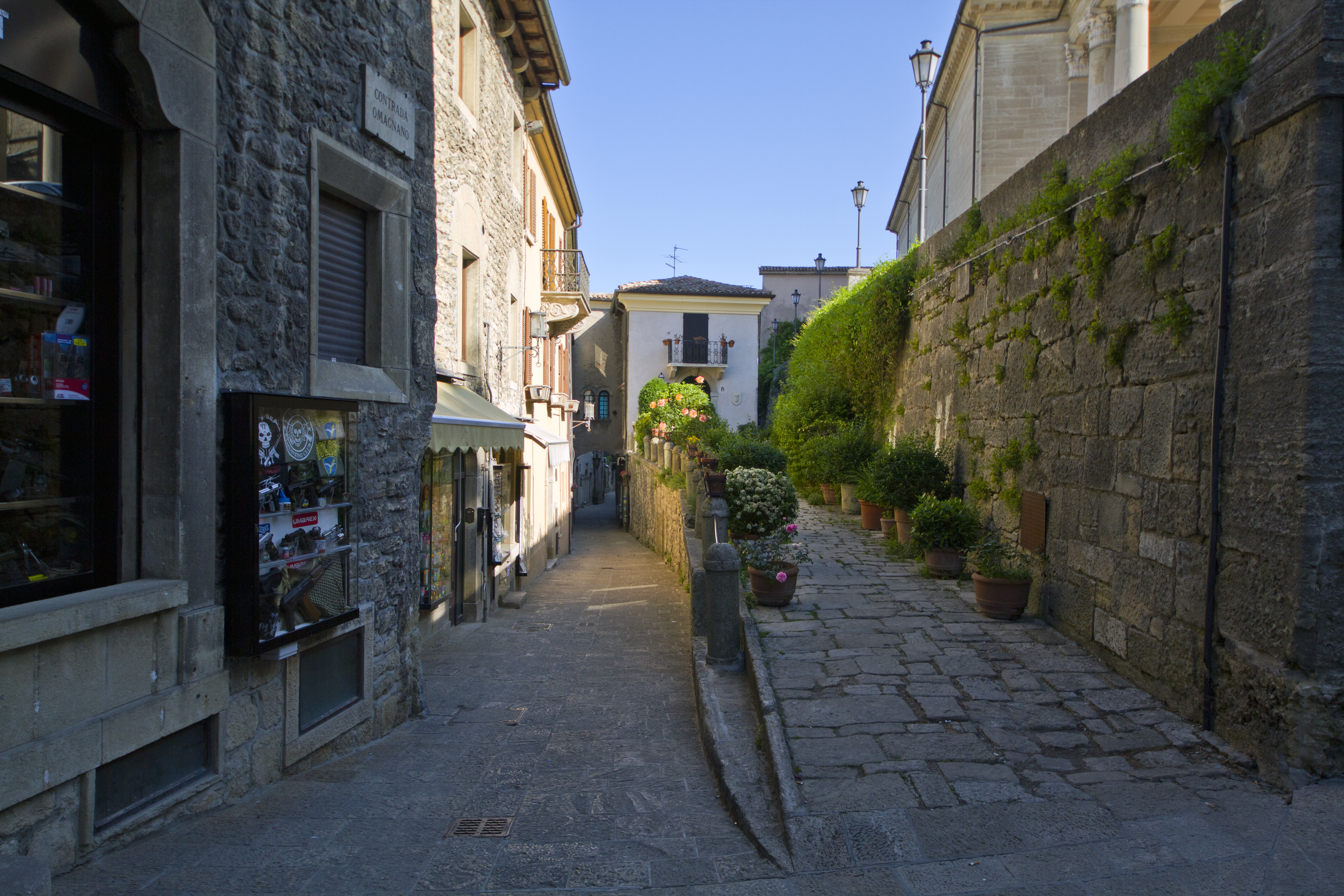
Вузенька вуличка
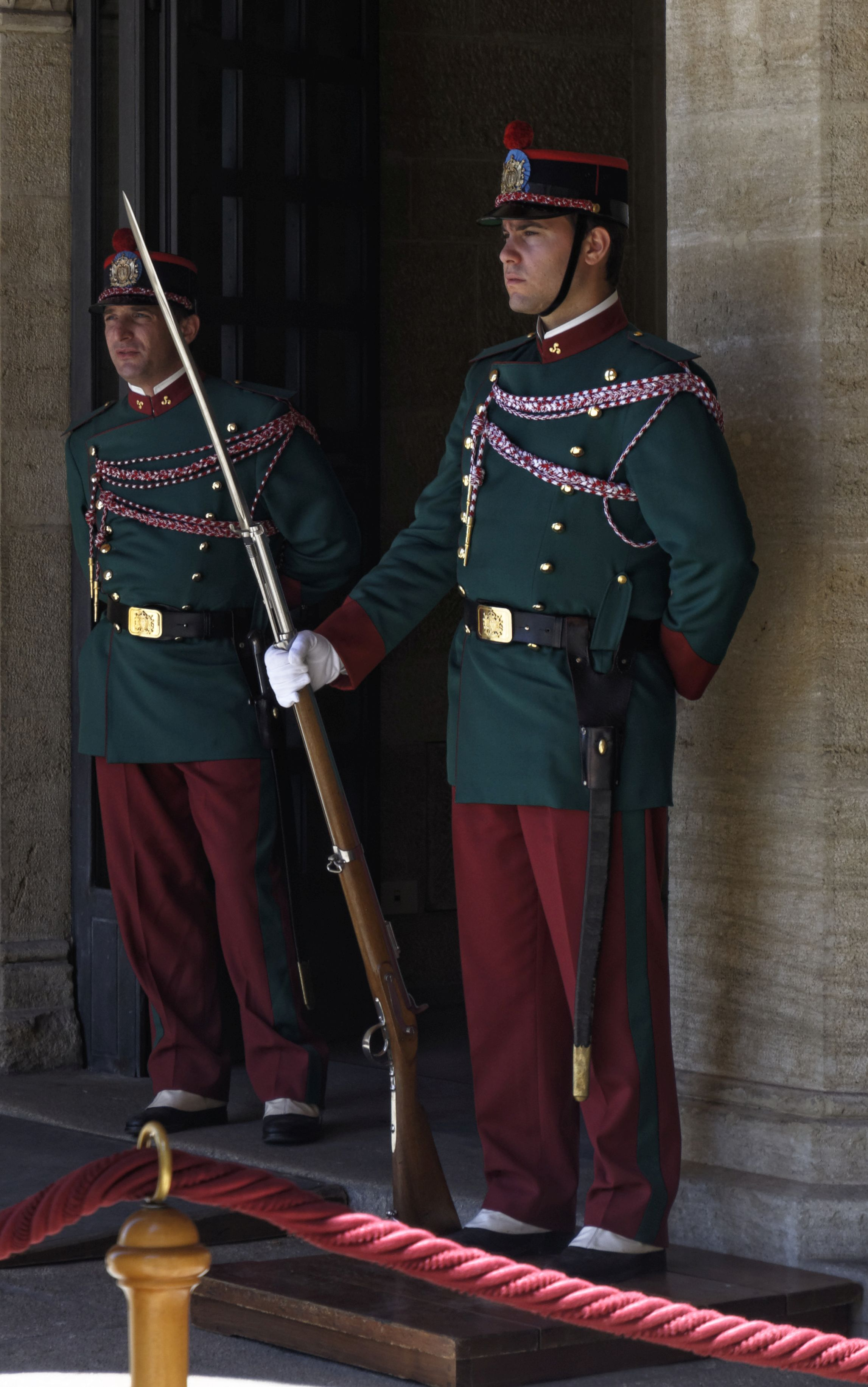
Військові у караулі
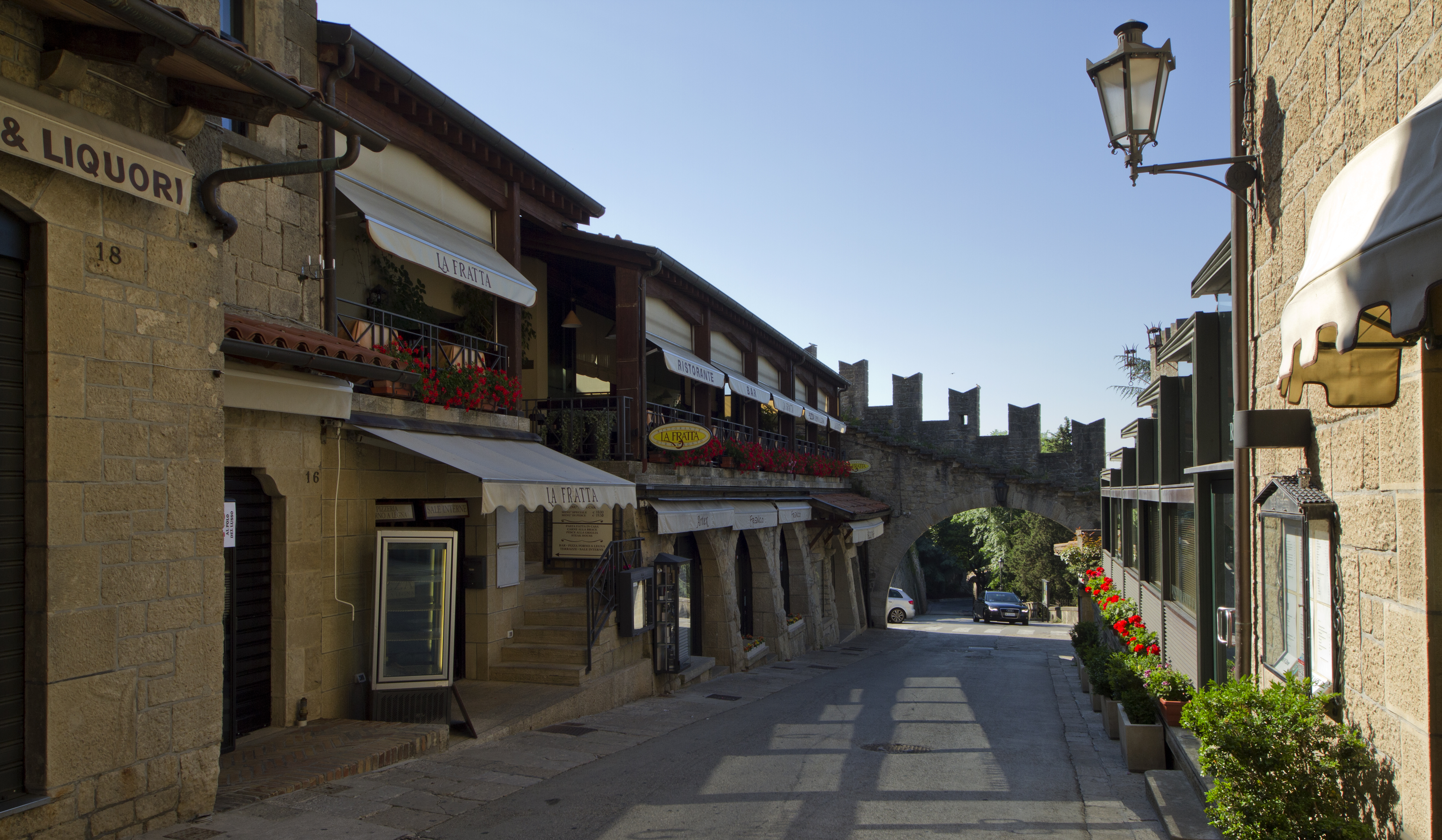
Вулиця із ресторанами
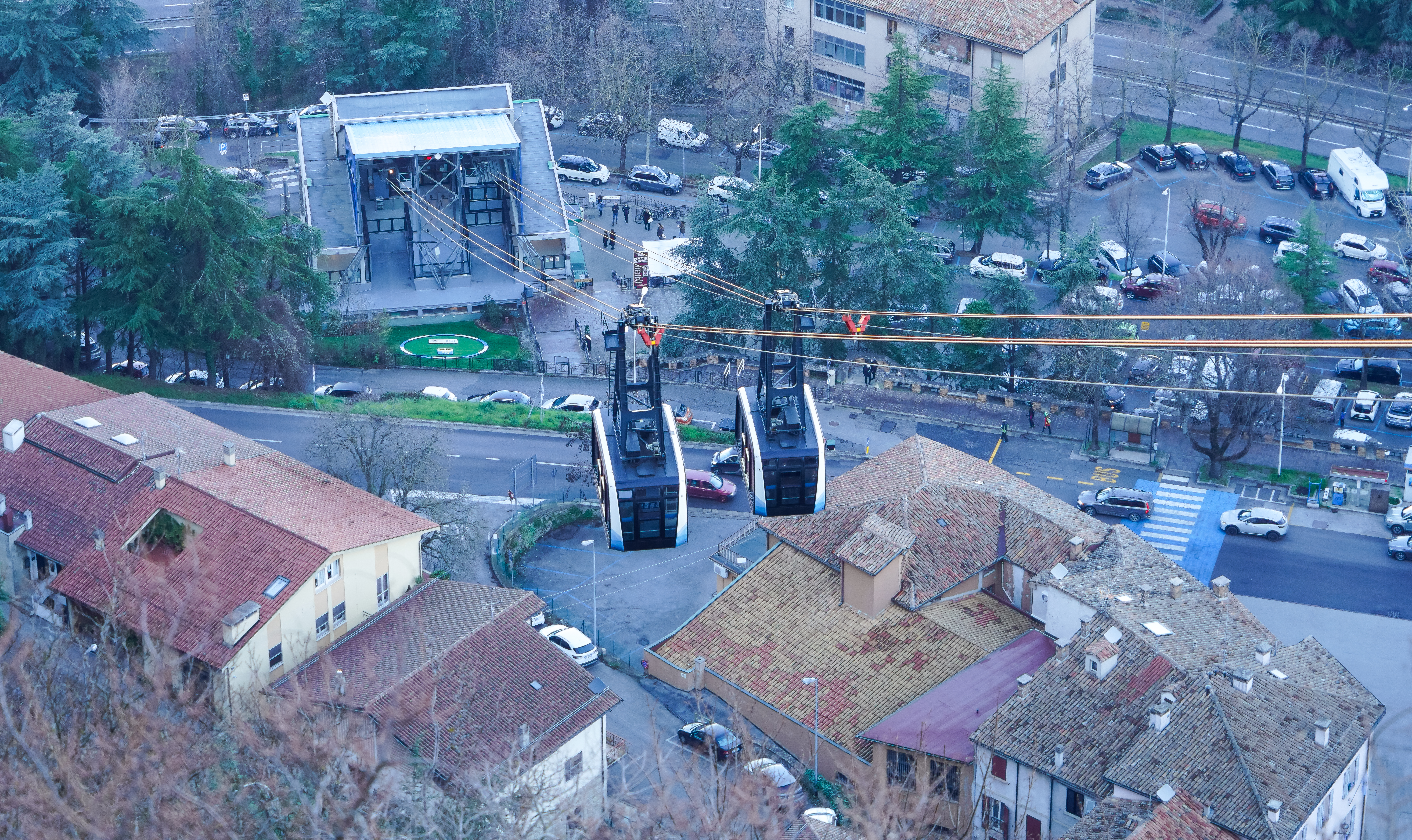
Канатна дорога до Монте‑Титано